# Andrea Doria
Andrea Doria (ur. 30 listopada 1466 w Oneglia, zm. 25 listopada 1560 w Genui) – włoski dowódca floty, admirał floty, polityk genueński (Republika Genui), wierny stronnik cesarza Karola V, któremu w zamian za opiekę nad Genuą oddał w służbie najsilniejszą flotę w zachodniej części Morza Śródziemnego.

## Życiorys
Sławę zdobył w walkach z korsarzami muzułmańskimi zagrażającymi wówczas wybrzeżom europejskim. W 1519 roku pobił wojska tureckie pod Pianosą. W trakcie toczących się od końca XV wieku wojen włoskich dowodził flotą w służbie królów Neapolu, papieży i króla Francji Franciszka I, zwalczając początkowo wpływy hiszpańskie. W maju 1528 roku zadał prohiszpańskiej flocie neapolitańskiej druzgocącą klęskę w Zatoce Salestyńskiej. Jednak zrażony agresywną polityką Francuzów już w 1528 przybył z oddziałami do Genui, gdzie wcześniej za pomocą swej rodziny i stronników opanował sytuację polityczną. Odtworzył znaczenie urzędu doży; sam nie przyjął tytułu, lecz został cenzorem (1528–1555), obejmując urząd wzorowany na starorzymskim urzędzie cenzora. Nowa Republika Genui wybierała od tego czasu dożę na 2-letnią kadencję. Wkrótce wyzwolił Genuę i Neapol spod wpływów francuskich i latem 1528 roku podpisał historyczne porozumienie z dowódcą wojsk cesarskich we Włoszech, oddając swą prywatną flotę, składającą się z 12 galer na usługi Karola V. Ten zwrot w polityce genueńskiej okazał się trwały i od teraz na blisko dwa wieki los Republiki Genui został związany z losem Hiszpanii. Zdominowała ona całkowicie politycznie Genuę w zamian za co jej kupcy i bankierzy otrzymali rozliczne przywileje handlowe i finansowe w Imperium Hiszpańskim. Jednym z największych beneficjentów nowej orientacji politycznej stał się sam Andrea Doria i jego ród, który na długie lata zapewnił sobie dominującą pozycję w rodzinnej republice.

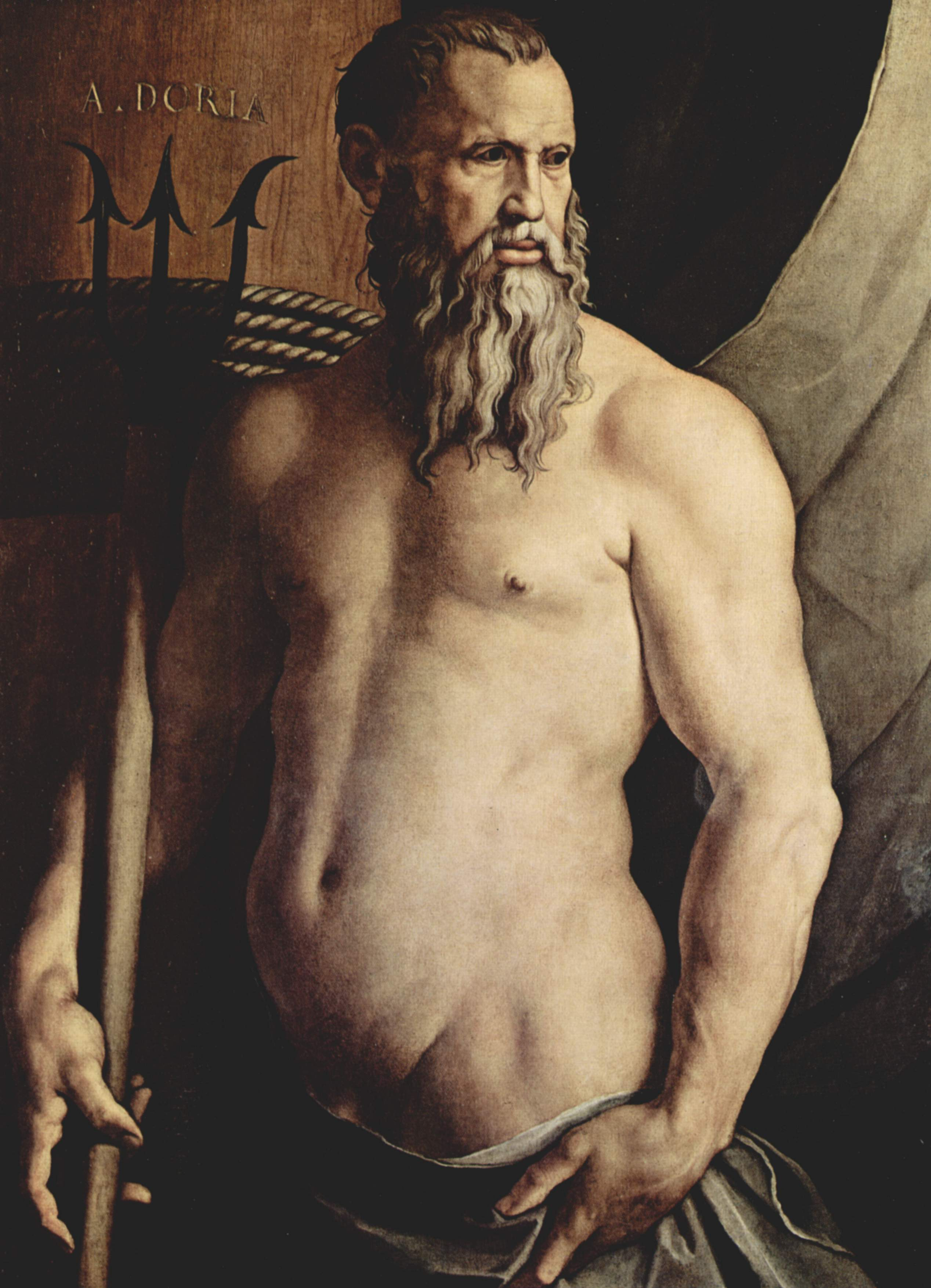
Agnolo Bronzino, Andrea Doria jako Neptun

Latem 1529 Andrea Doria osobiście przywitał w Barcelonie cesarza Karola V i eskortował go na czele silnej floty genueńskiej w jego podróży do Włoch. Sędziwy już wówczas admirał zapewnił młodego cesarza o pewnym sojuszu genueńsko-hiszpańskim, w zamian otrzymał liczne honory i dowody uznania ze strony cesarza, który nadał Dorii tytuł księcia Melfi. Wkrótce (w 1531) Andrea otrzymał również jedno z najbardziej prestiżowych odznaczeń Europy, Order Złotego Runa, które zazwyczaj otrzymywali głównie członkowie rodów panujących i arystokratycznych.
Dowody łaski cesarskiej nie były jednak próżne. Gdy wybuchła groźna wojna z Turcją, genueńczycy wydatnie wsparli Habsburgów. Wiosną 1532 roku 66-letni wówczas Andrea Doria wyruszył na czele połączonej, włosko-hiszpańskiej floty do Grecji, by odciążyć wojska cesarskie walczące na Węgrzech. Wyprawa zajęła dwa miasta na Peloponezie: Koroni i Patras, a w roku kolejnym Doria powrócił nad Morze Jońskie z 30 galerami i rozproszył flotę turecką usiłującą odbić utracone twierdze. Sukcesy te jednak okazały się krótkotrwałe gdyż z braku funduszy cesarz rozkazał ewakuować zdobyte w Grecji przyczółki już w 1534.
Największy splendor Andrei Dorii przyniosła jednak wielka wyprawa z roku 1535, która zdobyła dla Hiszpanii Tunis. Cesarz zarządził ją chcąc raz na zawsze rozprawić się z piratami berberyjskimi nękającymi jego posiadłości w Hiszpanii i we Włoszech. Zebrano olbrzymią flotę (ok. 400 jednostek, w tym 82 galery wojenne), której największą część dostarczyła Genua i sam Andrea Doria. Sam Karol V zaszczycił tę wyprawę swoją obecnością. Dowództwo nad wojskami lądowymi otrzymał markiz Vasto, połączoną flotą sojuszniczą dowodził osobiście Andrea Doria. Operację sfinansowano z dostarczonych z Ameryki kruszców i dzięki kredytom genueńskich bankierów. Wyprawa zakończyła się sukcesem: Tunis został zdobyty i złupiony, w jego pobliżu osadzono hiszpański garnizon, a w Tunezji zasiadł przyjazny Karolowi V władca.
W kolejnych latach wciąż trwały walki z muzułmanami na morzu, gdzie korsarze nadal stanowili wielkie zagrożenie. W roku 1538 flota Andrei Dorii (bez jego samego), pod dowództwem wicekróla Neapolu nie zdołała pokonać dowodzonej przez admirała Barbarossę floty tureckiej w pobliżu Korfu, mimo zebrania aż 130 okrętów. W tym czasie jednak ze względu na wojny we Włoszech jakie Karol V prowadził z Francją, cała obrona wybrzeży morskich Hiszpanii i Włoch spadła na barki Andrei Dorii i jego floty. Sędziwy Doria nie doczekał się też spokoju w Genui, gdzie wciąż dochodziło do spisków przeciwko władzy jego rodziny. W 1547 doszło do zawiązania spisku, w którym zginął znienawidzony przez opozycję następca i bratanek Andrei, Giannettino Doria. Spiskowców złapano i skazano na śmierć. Sędziwy Andrea brał jeszcze osobisty udział w walkach z piratami i w kolejnej wojnie z Francją, odpierając francuską inwazję na Korsykę (1553–1555). Nie odniósł już jednak większych sukcesów w walce. Ostatecznie w roku 1555 powrócił do Genui, gdzie zmarł pięć lat później, dożywszy bardzo rzadkiego w owych czasach wieku 94 lat.

## Ocena polityki Andrei Dorii
Mimo wielu trudów i obowiązków jakie spadły na Andreę Dorię i Genuę w związku z zobowiązaniami sojuszniczymi wobec Karola V i jego następców, cesarski admirał do końca swych dni pozostał wierny koronie hiszpańskiej, z którą jego, jego rodzinę i całą Genuę łączyły żywotne interesy gospodarcze i polityczne. Polityka pro-hiszpańska miała przynieść kupieckiej oligarchii genueńskiej dobrobyt i dostęp do zasobów światowego imperium kolonialnego Hiszpanii. Miała też jednak w późniejszym czasie przyczynić się do bankructwa wielu domów bankowych Genui w czasach, gdy bankrutowała finansowana przez nich korona Hiszpanii. Kryzys, w jaki w XVII i XVIII wieku wpadła Hiszpania, był również udziałem genueńczyków, którzy w sposób szczególny byli zależni od sytuacji panującej na Półwyspie Pirenejskim.
Jego imieniem został nazwany włoski transatlantyk z 1953 r. – SS „Andrea Doria”, który  zatonął u wybrzeża USA, staranowany przez szwedzki transatlantyk „Stokholm” 25 lipca 1956 roku, a także liczne okręty wojenne.  